# شخصية الدرجة المتدنية توموزاكي
شخصية الدرجة المُتدنية توموزاكي (باليابانية : 弱キャラ友崎くん تُنطق باليابانية : جاكو-كيرار توموزاكي -كن، و التي تعني بالعربية  شحصية الدرجة المنخفضة "توموزاكي -كن" ) وهي عبارة عن سلسلة من الـرويات الخفيفة والمانغات وأنمي تلفزيوني من تأليف المانغاكا يوكي ياكو ورسم توضيحي للرسام فلاي. تم نشر المجلدات بواسطة شركة شوجاكوكان منذ مايو 2016 وتم نشر 9 مجلدات في بصمتهم جاجاجا بونكو وتم عمل مانغا برسوم إيت تشيدا وحصلت شركة سكوير إنكس علي حقوق نشر المانغا في مجلتهم جانجان جوكير الشهرية منذ ديسمبر 2017 وتم جمع المانغا في ستة مجلدات تانكوبون بينما حصلت شركة ين بريس علي حقوق نشر الرواية الخفيفة في قارة أمريكا الشمالية مع ترجمة إنجليزية وتمت الترجمة بواسطة شركة وينيفريد بيرد. وتم الإتفاق مع إستديو بروجيت نو.9 وذلك لتحويل السلسلة إلي مانغا وتم الإعلان عن موعد عرض الأنمي لأول مرّة علي التلفاز الياباني في الفترة من 8 يناير 2021 حتّي 26 مارس 2021

## الشخصيات
فوميا توموزاكي (باليابانية : 友崎 文也 تُنطق باليابانية : توموزاكي فوميا)

أداء صوتي: جين ساتو
فوميا توموزاكي هو تلميذ في إحدي المدارس الثانوية الذي يعيش حياة إنطوائية كمنبوذ إجتماعياً لكن فوميا توموزاكي مشهور بكونه أفضل لاعب ياباني للعبة أونلاين تدعي بأسم أتاك فاميليز Attack Families أو تُختصر بأسم أتافام بالإضافة إلي أنه يتصدر قوائم أفضل اللعبين ويأخذ شخصية تدعي «ناناشي». نظرًا لأنه غالبًا ما يقارن بين حياته الحقيقية وحياته في الألعاب، فإنه يعتبر أتافام على أنها «لعبة فائقة» حيث يوجد فيها توازن مثالي حيث أن المكافأت متساوية مع الجهد المبذول والمكافأت تتساوي قدر كبير من النجاح؛ بينما على النقيض من ذلك، فإن الحياة الواقعية التي يطلق عليها «لعبة فاشلة» لا تحتوي على إرشادات تفصيلية، قوة شخصية محددة مسبقًا عندما تولد واختلالات غير قابلة للتفسير. له
آوي هينامي (باليابانية : 日南 葵 تُنطق باليابانية : هينامي آوي)
أداء صوتي: هيساكو كانيموتو
آوي هينامي هي زميلة فوميا توموزوكي في الفصل التي تعدُ الفتاة المثالية الأكثر شعبية صاحبة الدرجات العُليا وفهي الفتاة المتفوقة بشكل أساسي في كل ما تفعله، سواء كان اجتماعيًا أو أكاديميًا أو رياضيًا ولديها مهاراة قيادية، وتتصدر المدرسة في الدرجات وهي متفوقة في مسابقات المضمار، مع الحفاظ على شخصية محبوبة. لكنها في الواقع، تقوم بكمية كبيرة من العمل الشاق، وهي من أشد المؤمنين بالجهود الملموسة والمتفانية من أجل النجاح في كل شيء. آوي هي أيضًا من أشد المعجبين بـأتافام، حيث تسمي بـ «نو نيم» وتحترم بشدة «ناناشي» التي لم تستطع تجاوزها على الرغم من جهودها في تحليل أسلوب لعبه وإتقان تقنياتها الدفاعية فتعمل علي مساعدة فوميا لكي يصبح أجتماعياً ويخرج من حالته الإنطوائية.
مينامي نانامي (باليابانية : 七海 みなみ تُنطق باليابانية : نانامي مينامي)
أداء صوتي: إيكومي هاسيغاوا
يُلقبها أصدقاؤها بـ «ميميمي» أو «مينمي» أو فتناديها تاما بميمي، وهي زميلة فوميا توموزوكي النشيطة المخادعة ولكنها تمتاز بشعبية في الفصل وتتنافس في نادي سباقات المضمار مع آوي هينامي. تحفاظ على سلوك مبهج، لديها مخاوف بشأن نفسها وشخصيتها مما يؤدي بسهولة إلى عدم إفساد حالتها المزاجية. ميميمي مستمرة في مضايقة تاما الوحيدة لتصبح صديقتها، وبالتالي أقامت صداقة وثيقة معها في نهاية المطاف. على الرغم من مظهرها الأبله، إلا أنها تتفوق أيضًا في الدراسة والرياضة، ولكنها غير قادرة على التغلب علي آوي هينامي الفتاة المثالية التي تحتل المركز الأول دائمًا فتحتل دائمًا في المركز الثاني.
فوكا كيكوتشي (باليابانية : 菊池 風香 تُنطق باليابانية : كيكوتشي فوكا)
أداء صوتي: آي كايانو
فوكا هي زميلة فوميا توموزاكي التي تعشق القراءة وتحب الكتب بشكل كبير وغالباً ما تقضي وقتها في المكتبة. اهتمت في البداية بتوموزاكي لكن يبدأ توموزاكي بشرح سوء فهم حيث استخدم توموزاكي هذه الكتب فقط كغلاف أثناء التفكير في إنشاء إستراتيجية للعبته أتافام أثناء بقاءه في المكتبة. ولكن سرعان ما يشتركان في نفس الاهتمام بالمؤلف نفسه، وعلى الرغم من ذلك تعلق فوميا بالكتب التي تقرأها فوكا فيعكف علي قراءة وفهم الكتب التي تحبها الأخيرة، حيث تبدأ بينهما صداقة بشأن هذا الصدد. حيث حددت آوي هدف لفوميا أن يتخذ فوكا كخليلته، وقد أبتكرت الأخيرة مواقف متعددة لكي يعترف فوميا لفوكا بحبه لها كي يحقق هدفه في الحصول علي خليلة قبل إنتهاء فترة الثانوية.
هانابي ناتسوباياشي (باليابانية : 夏林 花火 تُنطق باليابانية : ناتسوباياشي هاناباي)
أداء صوتي: ريوكو ميكاوا
هانابي يلقبها أصدقاؤها بـ «تاما»، وهي زميلة فوميا في المدرسة التي تمتاز بكزونها فظة ومنطوية. تعد هانابي قريبة بشكل خاص من ميميمي حيث ميميمي أول من حاولت اختراق الحواجز التي وضعتها هانابي لنفسها وذلك لتكوين صداقة معها عن طريق مضايقتها لتجبرها علي الحديث معها، وبالتالي أصبحتا صديقتين عزيزتين. فتركت طبيعتها الفظة وكراهيتها، وقد أوقعتها طبعيتها في المشاكل لأنها أدانت أفعال إريكا المتمثلة في المضايقة والتنمر، مما جعلها تتنمر على نفسها. نظرًا لمعاناتها من التنمر، قرر كل من فوكا وفوميا وتاكاهيرو وتاكي والآخرين، في التدخل لمساعدتها على تطوير مهاراتها الاجتماعية.
يوزو إيزومي (باليابانية : 泉 優鈴 تُنطق باليابانية : إيزومي يوزو)
أداء صوتي: نيني هيدا  يوزو هي فتاة اجتماعية وعاطفية وفي الوقت نفسه هي زميلة لفوميا في الفصل وبالإضافة إلي ذلك هي جزء من زمرة إريكا. ولكنها بصفتها شخصًا لا تحب الدخول في صراع، فإنها غالبًا ما تكون غير مستعدة للوقوف في وجه تصرفات إريكا غير المعقولة. يوزو هي أول هدف لفوميا توموزاكي لإقامة صداقة لتنمية مهاراته الشخصية بينما تجلس بجانبه في الفصل. تعشق يوزو ناكامورا، وقد استعانت بمساعدة فوميا لتعليمها كيفية لعب أتافام لكي تصبح زميلة شوجي في اللعب.
تاكاهيرو ميزوساوا (باليابانية : 水沢 孝弘 تُنطق باليابانية : ميزوساوا تاكاهيرو)
أداء صوتي: نوبوناغا شيمازاكي 
تاكاهيرو ميزوساوا هو زميل فوميا يمتاز بكونه فتي شهير إجتماعي وحسن المظهر وهو جزء من زمرة شوجي ناكامورا، كما يُعتبر غالبًا العضو الأذكى والأكثر رقيًا في المجموعة. غالبًا ما يجذب انتباه الفتيات ويمتاز بحديثه سلس للغاية، لأنه فتي مثالي فيتخذه فوميا نموذج يحتذى به في الطريقة التي يتحدث بها.
شوجي ناكامورا (باليابانية : 中村 修二 تُنطق باليابانية : ناكامورا شوجي)
أداء صوتي: نوبوناغا شيمازاكي 
شوجي ناكامورا هو زميل لفوميا في الفصل يتصرف بشكل مستبد، وهو الزعيم الفعلي لفرقته الخاصة. إنه يمتاز بكونه تنافسي للغاية وتافه عندما يخسر، كما هو موضح عندما يخسر أمام توموزاكي في أتافام، متجاهلاً خسارته على أنها ضربة حظ سيئ بينما يتدرب بجد من أجل الفوز في مباراة انتقامية. في النهاية يقبل توموزاكي كجزء من زمرته بعد الاعتراف بنقاط قوته.
تاكي (باليابانية : 竹井)
أداء صوتي: شونتارو ميزونو 
تاكي هو زميل مرح ومبهج في الصف لتوموزاكي، والذي غالبًا ما يعمل علي صنع الحالة المزاجية لعصبة ناكامورا. نظرًا لكونه العضو الأكثر من يقوم بتعديل المزاج في الزمرة، غالبًا ما يتم استبعاده من الاجتماعات الاستراتيجية مثل عندما كانوا يخططون لرحلة تخييم لجمع ناكامورا وإيزومي معًا. فإنه يحب أن يأخذ مركز الاهتمام لأنه غالبًا ما يتطوع لشغل مناصب صفية، وغالبًا ما يسلي الآخرين بأفعاله العفوية.
إيريكا كونّو (باليابانية : 紺野 エリカ تُنطق باليابانية : كونّو إيليكا)
أداء صوتي: ساياكا كانيكو Ep. 2 credits
هي زميلة توموزاكي في الفصل لكنها فتاة ذات طبيعة متنمرة فتعد شخصيتها غير محببة
تسوجومي ناريتا (باليابانية : 成田 つぐみ تُنطق باليابانية : ناريتا تسوجومي)
أداء صوتي: أكاني فوجيتا Ep. 12 credits

## وسائط

### مانجا
تم عمل مانغا بواسطة المانغاكا إيت تشيدا لصالح شركة سكوير أنكس وتم نشرها في مجلة الشونين خاصتهم جوكر جانجان الشهرية منذ في 22 ديسمبر 2017. . وتم جمعها في ثلاث مجلدات تانكوبون وتم نشر الرواية الخفيفة في قارة أمريكا الشمالية بواسطة شركة ين بريس مع ترجمة إنجليزية بواسطة شركة وينيفريد بيرد Winifred Bird. بدأت سلسلة المانجا المنبثقة التي رسمها بانا يوشيدا بعنوان نانامي مينامي تريد أن تتألق (باليابانية : 七海みなみは輝きたい تُنطق باليابانية : نانامي مينامي وا كاجاياكيتاي) ، في تطبيق مانغا وان الخاص بشركة شوغاكوكان ومجلة سانداي جيني -أكس الشهرية في 18 يوليو 2020. حيث تركز هذه السلسلة على شخصية مينامي نانامي.

#### قائمة مجلدات مانغا شخصية الدرجة المتدنية توموزاكي -كن
| م. | تاريخ الإصدار اليابانية | ردمك اليابانية         |
| -- | ----------------------- | ---------------------- |
| 01 | 18 مايو 2018            | ISBN 978-4-75-755713-0 |
| 02 | 18 أكتوبر 2018          | ISBN 978-4-75-755871-7 |
| 03 | 17 أبريل 2020           | ISBN 978-4-75-756619-4 |
| 04 | 18 ديسمبر 2020          | ISBN 978-4-75-757010-8 |
| 05 | 22 فبراير 2021          | ISBN 978-4-75-757099-3 |
| 06 | 22 أبريل 2021           | ISBN 978-4-75-757209-6 |

#### قائمة مجلدات مانغا نانامي مينامي تريد أن تتألق
| م. | تاريخ الإصدار اليابانية | ردمك اليابانية         |
| -- | ----------------------- | ---------------------- |
| 01 | 18 ديسمبر 2020          | ISBN 978-4-09-157618-7 |

### الرواية الخفيفة
الرواية الخفيفة من تأليف المانغاكا يوكي ياكو ورسم توضيحي للرسام فلاي. تم نشر المجلدات بواسطة شركة شوجاكوكان منذ مايو 2016 وتم نشر 9 مجلدات في بصمتهم جاجاجا بونكو.

#### قائمة مجلدات الرواية الخفيفة
| م.  | تاريخ الإصدار اليابانية | ردمك اليابانية                                              |
| --- | ----------------------- | ----------------------------------------------------------- |
| 01  | 18 مايو 2016            | ISBN 978-4-09-451610-4                                      |
| 02  | 16 سبتمبر 2016          | ISBN 978-4-09-451631-9                                      |
| 03  | 18 يناير 2017           | ISBN 978-4-09-451655-5                                      |
| 04  | 20 يونيو 2017           | ISBN 978-4-09-451683-8                                      |
| 05  | 17 نوفمبر 2017          | ISBN 978-4-09-451709-5                                      |
| 06  | 18 مايو 2018            | ISBN 978-4-09-451733-0                                      |
| 6.5 | 18 أكتوبر 2018          | ISBN 978-4-09-451757-6                                      |
| 07  | 18 أبريل 2019           | ISBN 978-4-09-451785-9 (ردمك 978-4-09-451789-7) (إصدار خاص) |
| 08  | 18 أكتوبر 2019          | ISBN 978-4-09-451815-3                                      |
| 8.5 | 17 أبريل 2020           | ISBN 978-4-09-451840-5 (ردمك 978-4-09-451850-4) (إصدار خاص) |
| 9   | 19 يناير 2021           | ISBN 978-4-09-451878-8                                      |

### قصص مصورة يابانية
تم الإعلان عن سلسلة أنيمي بواسطة المانغاكا يوكي ياكو ومجلة جاجاجا بونكو في 11 أكتوبر 2019،  والذي تم تأكيده لاحقًا على أنه سلسلة أنمي رسوم متحركة تلفزيوني في 21 مارس 2020 مكون من 12 حلقة. من أنتاج أستديو بروجيكت نو 9 وإخراج شينسوكي ياناجي، وقام كتابة سيناريو القصة والحوار فوميهيكو شيمو، وقامت أكاني يانو بتصميم للشخصيات. وتم الأعلان أن هيرومي ميزوتاني هو المسئول عن تأليف موسيقى المسلسل. وتم عرض المسلسل لأول مرة في 8 يناير 2021 على قنوات AT-X وTokyo MX وBS11 . الأغنية الافتتاحية هي "Life easy ؟ " (باليابانية : 人生イージー ؟  و تُنطق باليابانية : جينسيّ إيجي ؟ 
، و التي تعني بالعربية : هل الحياة سهلة ؟) ، وشارة النهاية هي "Ayafuwa Asterisk" ( باليابانية : あやふわアスタリスク و تُنطق باليابانية : ايافوّا أسُتاريسُكو 
) ، كلاهما من غناء فرقة دايلوغ بلس Dialogue + . وقامت شركة Funimation بترخيص المسلسل خارج آسيا وتقوم ببثها على موقعها على الإنترنت في أمريكا الشمالية والجزر البريطانية، في أوروبا عبر Wakanim ، وفي أستراليا ونيوزيلندا من خلال AnimeLab . قامت Kids Playground Entertainment بترخيص المسلسل في جنوب شرق آسيا، ويتم بث الأنمي عبر قنوات Aniplus Asia وBilibili . وتم الإعلان عن حلقتين خاصتين وتم بث الأولي 7 مايو 2021 والثانية في 2 يونيو 2021 وتم الإعلان عن توفير الحلقات كاملة علي بلو راي بحيث تم توفير الحلقات كاملة مع الأوفا الأولي في المجلد الثالث الذي تم نشره في السابع من مايو لعام 2021 . وتم توفير الحلقات كلها مع الأوفاتين في المجلد الرابع الذي تم نشره في الثاني من يونيو لعام 2021 .
و أعلنت شركة فنميشن عن قيامها بدبلجة الأنمي للغة الإنجليزية وذلك في 11 مارس 2021 بحيث تتوفر الدبلجة بشكل حصري علي موقعهم عبر خدمة الفي أي بي بريميوم في اليوم التالي.

## استقبال
حققت السلسلة الخفيفة الجديدة المرتبة الثامنة في عام 2017 والسابعة في 2018 والثالثة في عامي 2019 و 2020 بحسب تصنيفات شركة تاكاراجيماشا السنوي للروايات الخفيفة في كتابهم دليل كونو لايت نوفيل جا سوغوي! ، في فئة البونكوبون.  وحقق الأنمي شعبية كبيرة بين المعجبين خاصتاً بانه يحث الناس علي كيف يثابرون ويبذلون أقصى جهودهم للفوز بلعبة الحياة.

## روابط خارجية
- باللغة اليابانية
- باللغة اليابانية
- باللغة اليابانية
- باللغة اليابانية
- شخصية الدرجة المتدنية توموزاكي (light novel) في شبكة أخبار الأنمي